# Pelargonium tricolor
Pelargonium tricolor là một loài thực vật có hoa trong họ Mỏ hạc. Loài này được Curt. mô tả khoa học đầu tiên.

## Hình ảnh

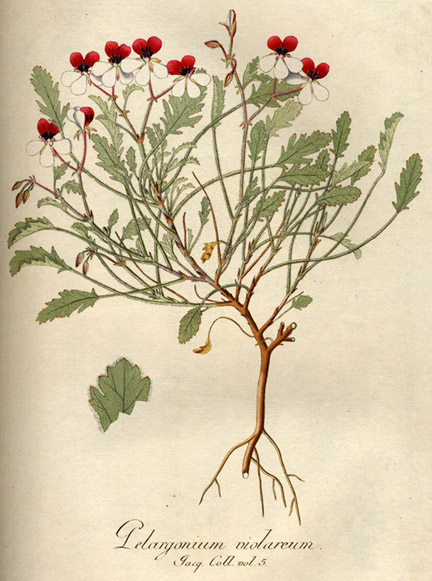
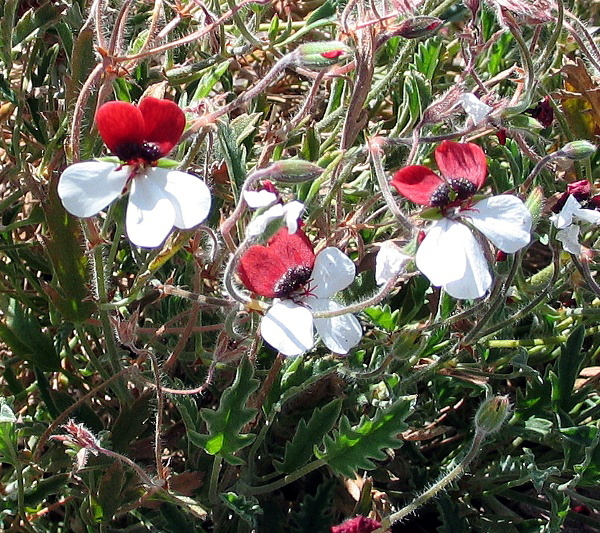